# باشگاه فوتبال کامپیونزه
باشگاه فوتبال کامپیونزه یک باشگاه فوتبال ایتالیایی در کامپیونه د ایتالیا است. این باشگاه در سال ۱۹۷۸ ایجاد شد.